# 導讀台灣
《導讀台灣》為三立新聞台行腳類節目，2022年1月16日起接替《呂讀台灣》在同時段播出。首任主持人魏德聖，現任主持人謝哲青。節目型態為由主持人駕車等方式到台灣各地，依各輯主題解說歷史。

## 主持人
- 魏德聖（2022年1月16日-2023年1月1日）[2]
- 謝哲青  (2023年1月8日-2024年5月5日）[3]

## 節目開場白
- 謝哲青 ：我是謝哲青，歡迎收看導讀台灣。

## 製作團隊
- 監製：白舒樺
- 編審：陸琲琲
- 製作人：賴俔劭
- 導播：蘇秋瑾、吳奕慶
- 助理導播：宋翊喬
- 攝影：林志翀、陳景忠、蔡子漢
- 燈光：李旻聰
- 成音：邱士軒
- 技術指導：阮建文、張景富
- 資深文字記者：張鴻儀、蔣承慈、黃建瑋、王蔚菁
- 資深攝影記者：石紹周、徐輝英、翁震翔、鄭偉宏
- 視覺統籌：陳雅雯
- 視覺監製：劉奎良
- 後製編導：李宗祈、劉瓊憶、陳育申
- 動畫設計：蔡蔚羚、林冠位、張耀坤、林鴻彬
- 後製剪接：王秝柔、徐偉誠、蔡佩錚、傅茉溱、白乙婷
- 監製/著作：三立新聞部

## 外部連結
- 導讀台灣的Facebook專頁
- YouTube上的導讀台灣頻道

## 電視節目的變遷
| 臺灣 三立新聞台 每星期日晚上20:00-21:00  | 臺灣 三立新聞台 每星期日晚上20:00-21:00   | 臺灣 三立新聞台 每星期日晚上20:00-21:00 |
| ---------------------------------------- | ----------------------------------------- | --------------------------------------- |
|                                          | 導讀台灣 （2022年1月16日－2024年6月30日） |                                         |
| 呂讀台灣 （2019年2月17日－2022年1月9日） | 話時代人物 （2024年7月7日—至今）          |                                         |